# Milton Barragán
Milton Barragán Dumet (1934-2024) fue un arquitecto, escultor, político y urbanista ecuatoriano, considerado el principal exponente del brutalismo en ese país y uno de los principales en Latinoamérica.

## Biografía
Nacido en Huigra, en 1941 se mudó a Quito para estudiar en el Colegio Americano de Quito, donde se graduó como bachiller en 1952. Durante su tiempo de estudios en esta institución, estableció amistad con jóvenes que en su adultez serían figuras relevantes en el ámbito político y social ecuatoriano, entre ellos Rodrigo Borja Cevallos, Rodrigo Paz Delgado, Marcelo Holguín, Kurt Muller, Mauricio Pérez y Leslie Wright, con quienes compartió ideales y proyectos.
Barragán estudió arquitectura en la Universidad Central del Ecuador, donde se interesó por la arquitectura moderna, la escuela de la Bauhaus y el brutalismo, una corriente del movimiento moderno caracterizada por el uso del hormigón en su estado más crudo y la exposición de la estructura del edificio.
Entre sus profesores universitarios destacan los arquitectos Giovanni Rota, Oswaldo Arroyo , Sixto Durán-Ballén, Jaime Dávalos, Gilberto Gatto Sobral, los ingenieros Wilson Garcés y Leopoldo Moreno Loor, y el artista Jaime Andrade Moscoso. De su época de universitario data la amistad con Oswaldo Moreno, Agustín Patiño, Carlos Velasco, Mario Arias, Xavier Quevedo, Luis Oleas y Alberto Moreno.
Tras titularse en 1958, recibió una beca para estudiar ordenamiento territorial y urbanismo en Francia, donde se desempeñó paralelamente en estudios de arquitectura en París y Roma.
Paralelamente, participó en la elaboración del Plan Nacional de Vivienda que formó parte de los Planes de Desarrollo Socioeconómico de Ecuador a cargo de la Junta Nacional de Planificación en 1961.
En 1962, regresó a Ecuador y fue uno de los fundadores del Colegio de Arquitectos del Ecuador, institución de la fue presidente  entre 1965 y 1967, y luego entre 1970 y 1971. Asimismo, entre 1988 y 1992 presidió la Casa de la Cultura, institución autónoma de gestión cultural,  donde logró la aprobación de la Ley de Cultura, instrumento legal que otorgó recursos para la actividad cultural. Gracias a ella, se creó el Consejo Nacional de Cultura y el Fondo Nacional de Cultura (FONCULTURA). 
Su obra fue parte del catálogo de la exposición Latin América in Construction: Architecture 1955-1980 en el MoMA de Nueva York. Fue conferenciante en escuelas de arquitectura de la talla del Politécnico de Milán, Italia; y de la Universidad de Sevilla, España como profesor invitado.
En 2019, el Instituto Metropolitano de Patrimonio publicó el libro 'Milton Barragán Dumet: 60 Años de Arquitectura', en el que se pone en valor el aporte de la arquitectura de Barragán a la ciudad de Quito; el libro fue editado por Hernán Orbea Trávez.
A nivel académico, impartió clases en la Facultad de Arquitectura y Urbanismo de la Universidad Central del Ecuador entre 1963 y 2000; y de la Facultad de Arquitectura, Diseño y Artes de la Pontificia Universidad Católica del Ecuador entre 1994 y 2010.  También, enseñó escultura en la Facultad de Artes de la Universidad Central del Ecuador (1984-1991). Como militante y cofundador de Izquierda Democrática, Barragán fue consejero provincial de Pichincha (1976-1977), concejal municipal de Quito (1981-1986) y formó parte de comisiones de urbanismo y ordenamiento territorial para el Municipio de Quito.
Falleció en Quito el 7 de agosto de 2024.

## Arquitectura

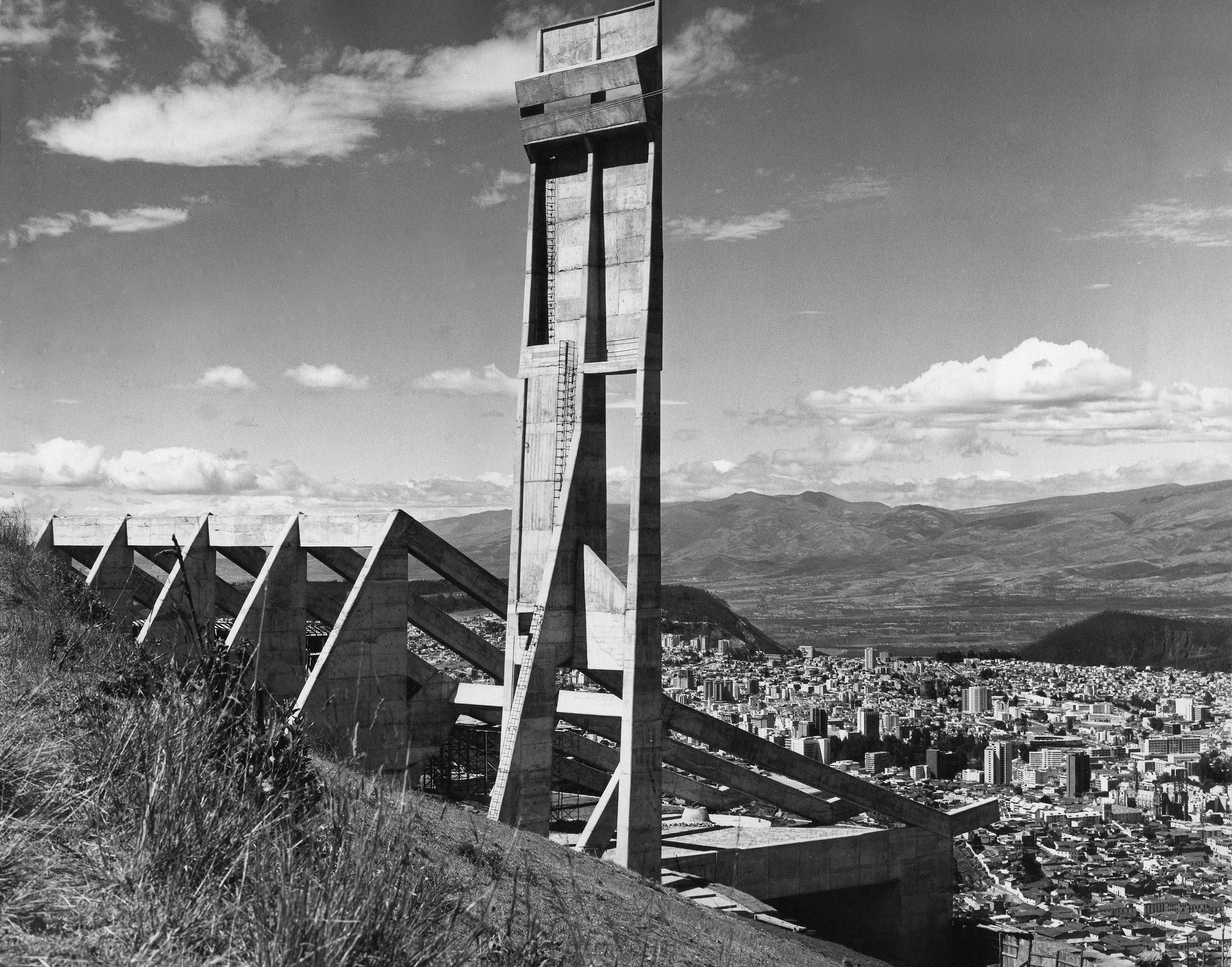
Templo de la Patria, inaugurado en 1982

Su obra arquitectónica, de carácter brutalista, es un referente de la arquitectura moderna de Ecuador, junto a la de los arquitectos Ovidio Wappenstein, Jaime Dávalos, Luis Oleas, Oswaldo Muñoz Mariño, el Grupo 6, Agustín Patiño, Sixto Durán-Ballén, Oswaldo de la Torre, Alfredo León Cevallós, entre otros reconocidos por la literatura local y regional.
Con el estilo brutalista, Barragán Dumet resuelve problemas espaciales de manera funcional, desafiando las posibilidades técnicas locales sin descuidar la estética ni renunciar a la autenticidad. Su carrera estuvo marcada por la innovación y la aplicación de nuevos estándares en la arquitectura ecuatoriana como las fachadas estructurales de hormigón visto (Edificio Atrium, el Templo de la Patria), las estructuras laminares a gran escala (Templo de la Dolorosa), las bóvedas y cubiertas de ladrillo. Los materiales, las estructuras, y las cualidades espaciales configuraron un lenguaje propio en el que destacan funcionalidad, eficiencia y estética.
Su arquitectura está conceptualmente relacionada con su escultura. En ambas, explora el vacío y las fuerzas estructurales. Sin embargo, no se puede afirmar que su escultura fuese arquitectura a pequeña escala.
Barragán se dio a conocer a nivel local con el diseño y construcción del Ministerio de Relaciones Exteriores (1958-1961), parte del conjunto de edificios que se construyeron en Quito para acoger a la no realizada XI Conferencia Interamericana de Cancilleres, proyecto coordinado por Sixto Durán-Ballén, ministro de Obras Públicas del Gobierno de Camilo Ponce Enríquez..
En la década del sesenta, sorprendió al medio local con el diseño y construcción de su vivienda en un lote de 6 metros de frente por 30 de largo, en el que dispuso en distintos niveles y dobles alturas el programa doméstico.

## Escultura

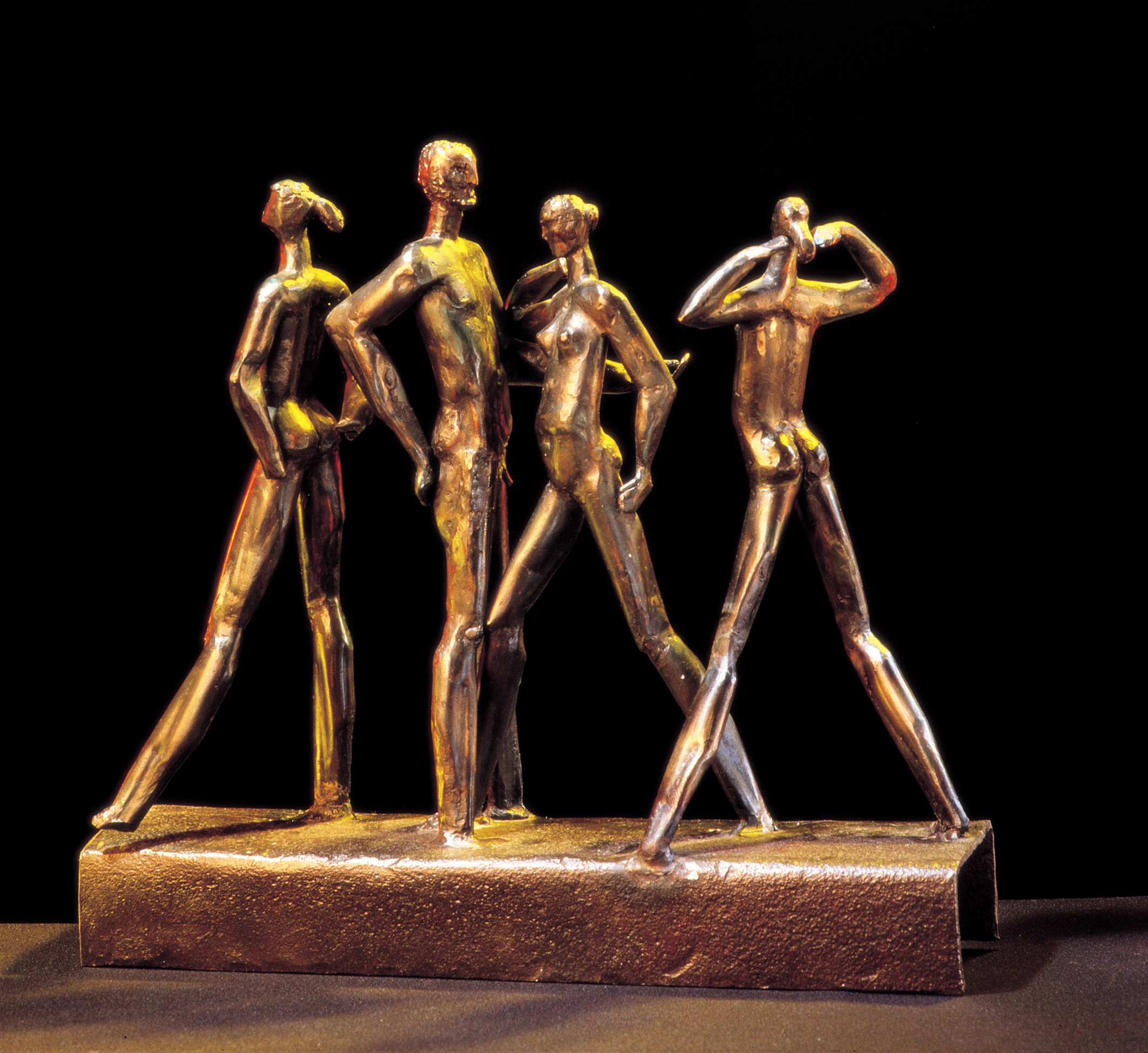
El juicio de París (1977)

A partir de su formación como arquitecto, desarrolló su actividad de escultor. Contó con la amistad de Jaime Andrade Moscoso, profesor de arte de la Universidad Central del Ecuador, quien apuntaló los intereses plásticos de Barragán. Practicó pintura con Jan Schreuder y se acercó al círculo de artistas de ese momento: Oswaldo Guayasamín, Araceli Gilbert y Rolf Blomberg, entre otros.
Sus viajes de estudios en Europa abrieron otras posibilidades a la creación artística, al arte de la escultura como posibilidad expresiva y de investigación espacial.
En 1968, empezó a experimentar por cuenta propia en la técnica de escultura en metal, usando desechos, varillas de hierro y suelda, para incursionar posteriormente con madera rescatada de edificaciones demolidas. Milagros Aguirre señala que su incursión en la plástica se entiende como parte de una serie de procesos creativos afines: su profesión de arquitecto, su experiencia como dibujante, acuarelista, ceramista y diseñador de muebles.
Su escultura más conocida en el espacio público de Quito es Los audaces y la amazona (2004), ubicada en la Plaza de la Bienvenida del entonces Aeropuerto Internacional Mariscal Sucre hasta 2013, actualmente Parque Bicentenario.
En 1978, recibió el Primer Premio en el Concurso nacional de Artes Plásticas del Banco Central del Ecuador.

## Obras representativas

### Arquitectura
- Ministerio de Relaciones Exteriores de Ecuador, Quito (1958)[13]
- Casa Müller, Guápulo (1963)[13]
- Templo Nacional La Dolorosa, Quito (1967)[23]
- Casa Barragán Miller, Quito (1967)
- Banco Holandés Unido, Quito (1968)
- Banco de Londres, Quito (1968, no construido)[13]
- Edificio Artigas, Quito (1972)[23]
- Templo de la Patria en la Cima de la Libertad, Quito (1975)[24]
- Edificio CIESPAL, Quito (1978, junto a Ovidio Wappenstein)[25]
- Edificio Atrium, Quito (1981)[23]
- Rehabilitación del edificio del Palacio Legislativo de Ecuador, Quito (2003-2006, junto a Francisco Naranjo Lalama y Alexis Mosquera Rivera)[20]

### Escultura
- Los audaces y la amazona, Quito (2004)